# Riethgen
Riethgen är en kommun och ort i Landkreis Sömmerda i förbundslandet Thüringen i Tyskland.
Kommunen ingår i förvaltningsgemenskapen Kindelbrück tillsammans med kommunerna Büchel, Griefstedt, Günstedt och Kindelbrück.